# Piazza Dante (Napoli)
Piazza Dante è una delle più importanti piazze di Napoli ed è situata nel centro storico cittadino.
Costituisce l'inizio di via Toledo e, tramite l'accesso a Port'Alba sul lato nord della piazza, la stessa confluisce lungo il Decumano maggiore.

## Storia e descrizione

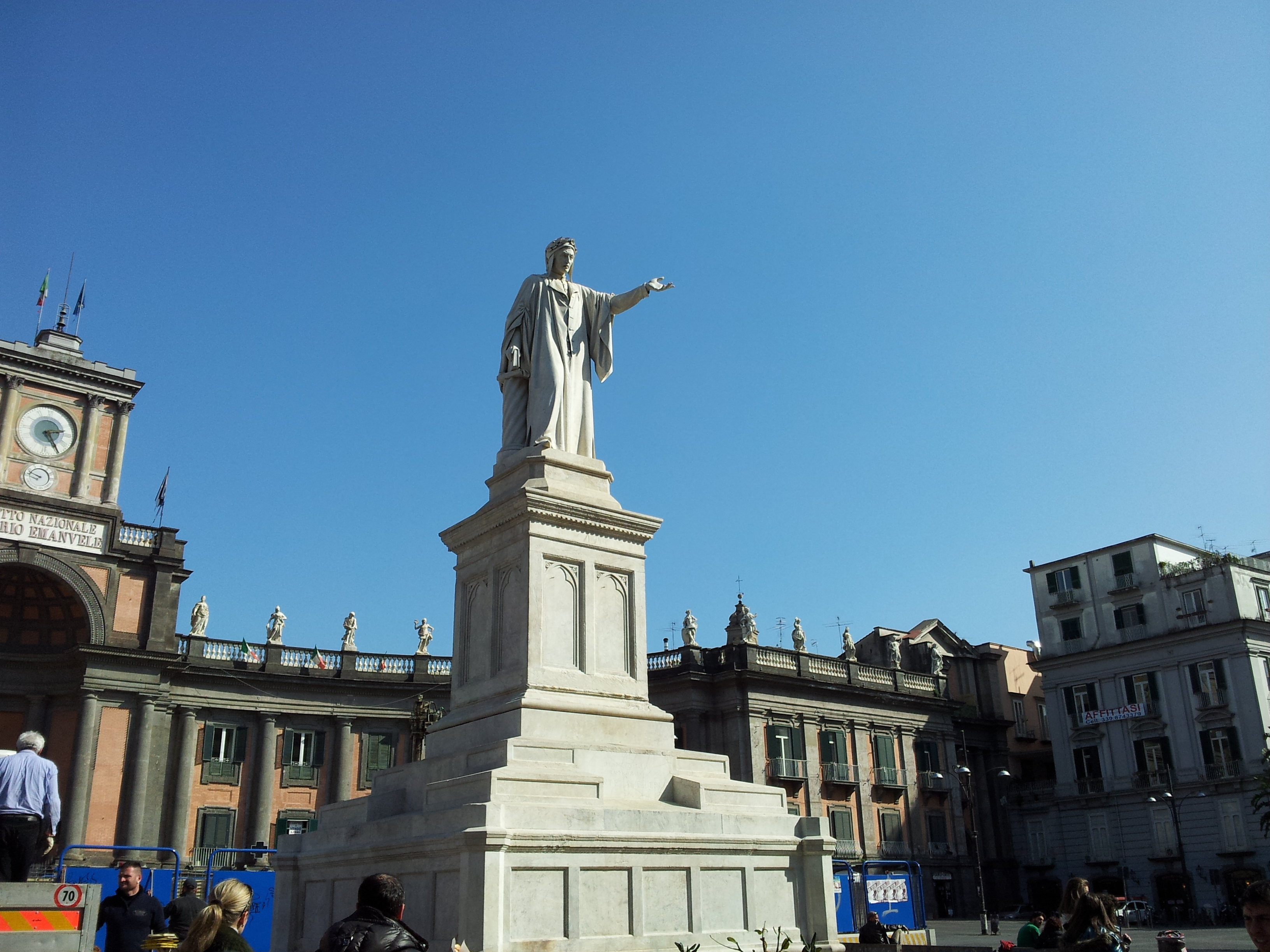
Il monumento a Dante

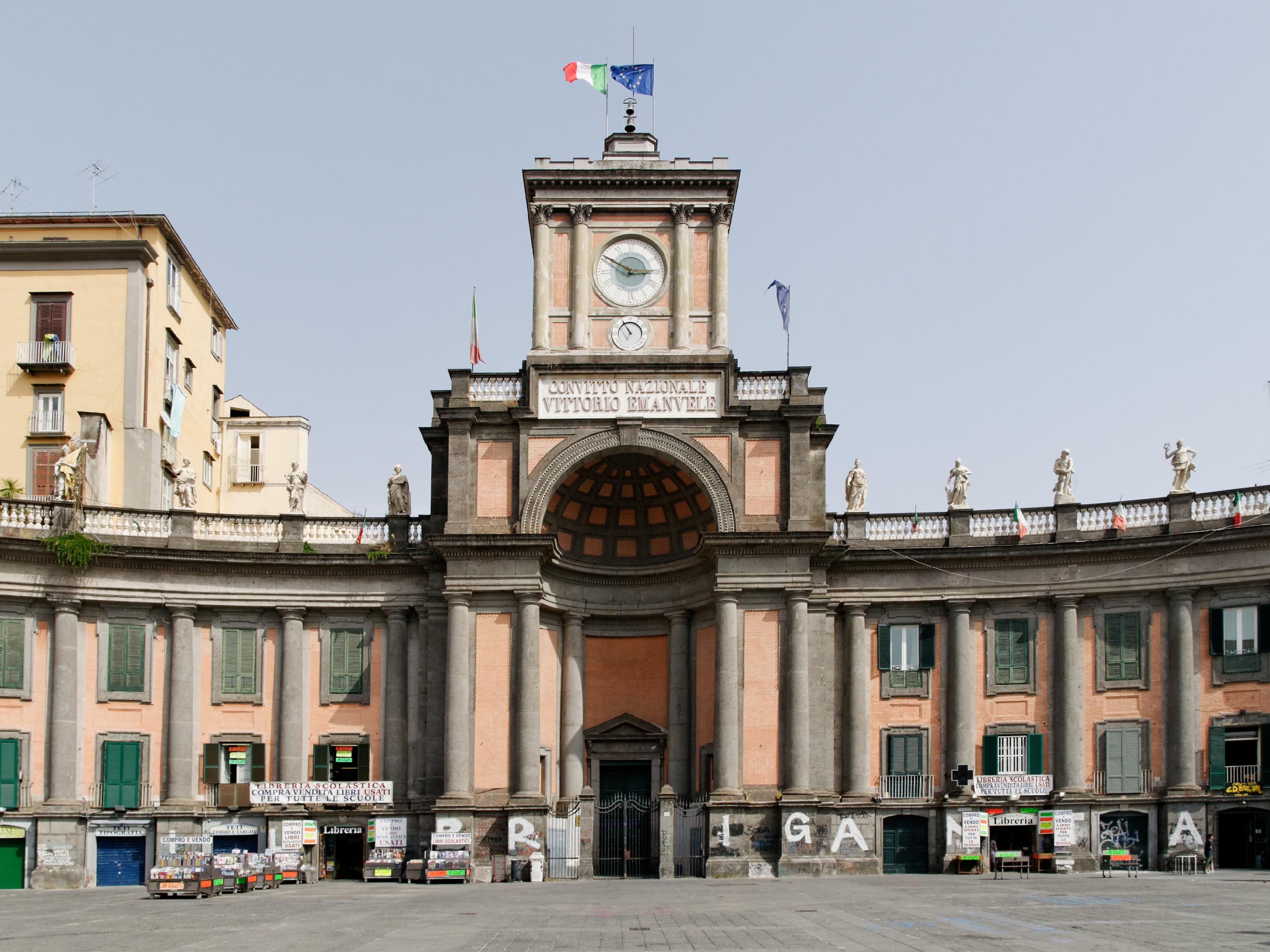
Il Foro Carolino, oggi ingresso del Convitto Nazionale

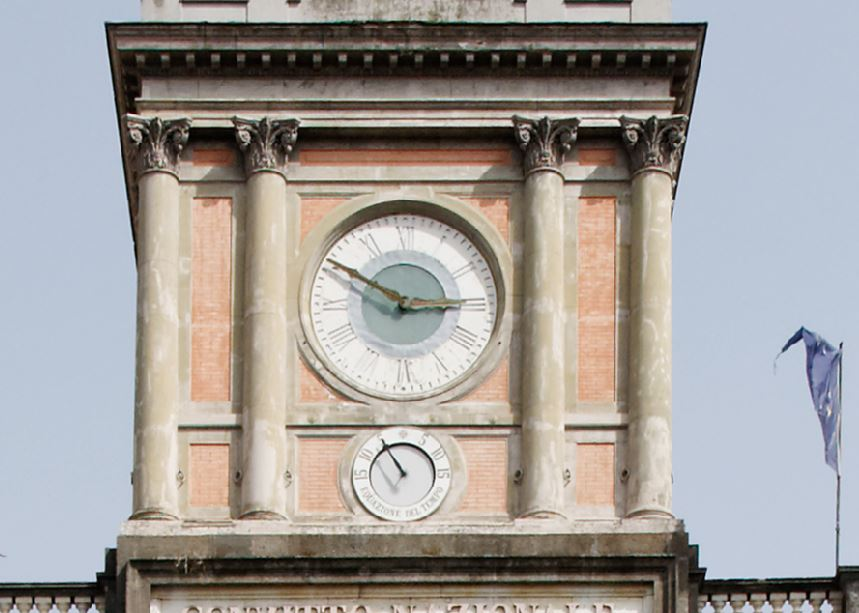
Il quadrante più piccolo dell'orologio del Foro Carolino in piazza Dante (Napoli), riporta l'equazione del tempo. Esempio unico in Europa, fu realizzato nel 1853.

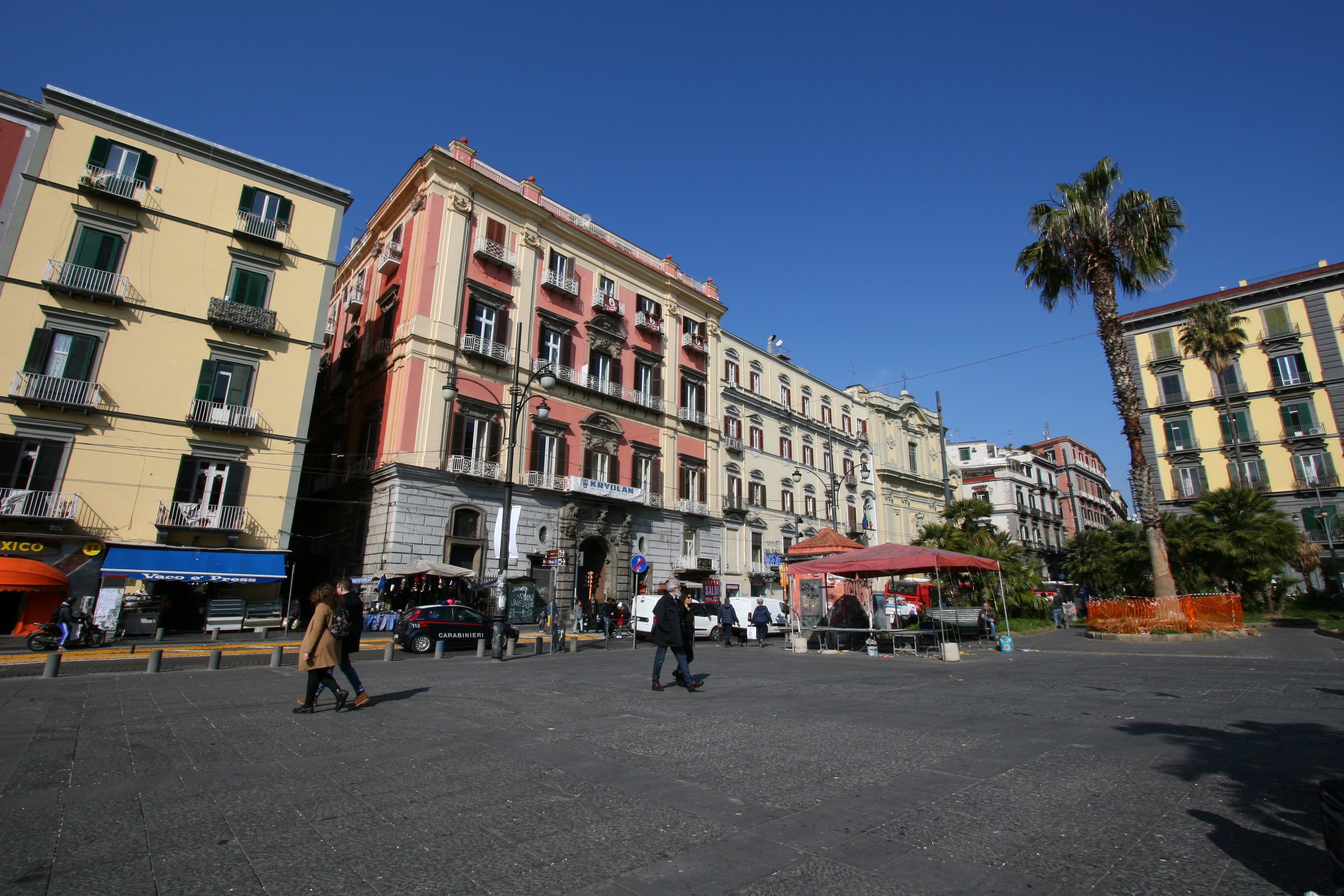
Piazza Dante nel 2018

In origine era nota come llario ’o Mercatiello (Largo del Mercatello), poiché vi si teneva, fin dal 1588, uno dei due mercati della città, differenziandosi con il diminutivo mercatello da quello più grande ed antico di piazza del Mercato.
Fino alla metà dell'Ottocento sorgevano a nord l'edificio delle fosse del grano e a sud le cisterne dell'olio, per secoli i principali magazzini di derrate della città; inoltre vi gravitano uffici, ospedali, istituzioni culturali e rinomatissimi bar. Fra questi ultimi, va ricordato il caffè Diodati, oggi scomparso, ma nell’ottocento celeberrimo ritrovo di artisti e letterati, presso il quale si teneva, su una pedana all’aperto, un concorso di canzoni che vide, in un’occasione, nella commissione giudicatrice i poeti Salvatore Di Giacomo e Ferdinando Russo .
Ulteriore importanza fu l'apertura "ufficiale" di port'Alba nel 1625, ufficiale perché la popolazione aveva creato nella muraglia un pertuso abusivo per facilitare le comunicazioni con i borghi, in modo particolare con quello dell'Avvocata che si stava rapidamente ingrandendo.
La piazza assunse l'attuale struttura nella seconda metà del Settecento, con l'intervento dell'architetto Luigi Vanvitelli; il "Foro Carolino" commissionatogli doveva costituire un monumento celebrativo del sovrano Carlo di Borbone. I lavori durarono dal 1757 al 1765, e il risultato fu un grande emiciclo, tangente le mura aragonesi, che visto orizzontalmente inglobava Port'Alba a ovest, e affiancò la chiesa di San Michele ad est.
L'edificio, con le due caratteristiche ali ricurve, vede in alto la presenza di ventisei statue rappresentanti le virtù di Carlo (tre sono di Giuseppe Sanmartino, le altre di scultori carraresi), e al centro una nicchia che avrebbe dovuto ospitare una statua equestre del sovrano (che non fu mai realizzata), oltre a un torrino d'orologio, di epoca successiva.
Dal 1843 la nicchia centrale costituisce l'ingresso al convitto dei gesuiti, divenuto nel 1861 Convitto nazionale Vittorio Emanuele II, ospitato nei locali dell'antico convento di San Sebastiano e di cui sono ancora visibili i due chiostri (la cupola della chiesa è crollata nel maggio 1941); il più piccolo e antico è rara testimonianza della Napoli tra età romanica e gotica, il maggiore conserva le strutture cinquecentesche.
Al centro della piazza si erge una grande statua di Dante Alighieri, opera degli scultori Tito Angelini e Tommaso Solari junior, inaugurata il 13 luglio 1871 (data dalla quale la piazza è intitolata al sommo poeta) e collocata su un basamento disegnato dall'ingegner Gherardo Rega. Negli anni'50 la piazza ebbe un restyling, vennero difatti installati dei giardini curati e delle fioriere. La piazza è stata ridisegnata, eliminando le aree verdi, e riarredata proprio in occasione dei lavori per la metropolitana, conclusi nel 2002. L'intero emiciclo è divenuto così area pedonale. Oggi ai suoi lati, più defilate, ci sono le vetrate delle uscite della linea 1 della metropolitana. Il restyling ha subito tuttavia delle critiche a causa dell'eliminazione delle aree verdi e dell'aspetto grigio che la piazza presenta dopo il restyling del 2002-2003.
Ancora, presso la piazza sono presenti quattro monumentali chiese: in senso antiorario da nord quella dell'Immacolata degli Operatori Sanitari, di Santa Maria di Caravaggio, di San Domenico Soriano e di San Michele a Port'Alba.
Sul lato opposto all'emiciclo sono situati oltre alle chiese di Santa Maria di Caravaggio e San Domenico Soriano anche i rispettivi ex-conventi: il primo divenne sede dell'istituto per ipovedenti fondato da Domenico Martuscelli (ricordato con un suo busto scolpito nel 1922 da Luigi De Luca e collocato nei giardinetti della piazza) per poi diventare sede della Seconda Municipalità di Napoli. Il secondo convento è oggi sede degli uffici anagrafici del Comune.
Tra i due ingressi è situato il Palazzo Ruffo di Bagnara dal sontuoso portale barocco e con annessa cappella privata, mentre sul lato sinistro di Port'Alba si trova il Palazzo Rinuccini. Poco distante dalla piazza al numero civico 7 di vico Luperano, la villa Conigliera, quest'ultima fatta edificare durante l'epoca aragonese.
Dopo i lavori di realizzazione della Stazione Dante della Linea 1, l'emiciclo della piazza è stato totalmente pedonalizzato. Nel settembre 2011, la piazza è stata completamente inibita al traffico privato per scoraggiare l'uso dell'automobile in città, divenendo una corsia preferenziale ad uso esclusivo dei mezzi pubblici. Successivamente, dall'estate del 2013, la chiusura al traffico è stata ridotta dalle 9 alle 18 di tutti i giorni, trasformandosi così in ZTL.

## Galleria d'immagini

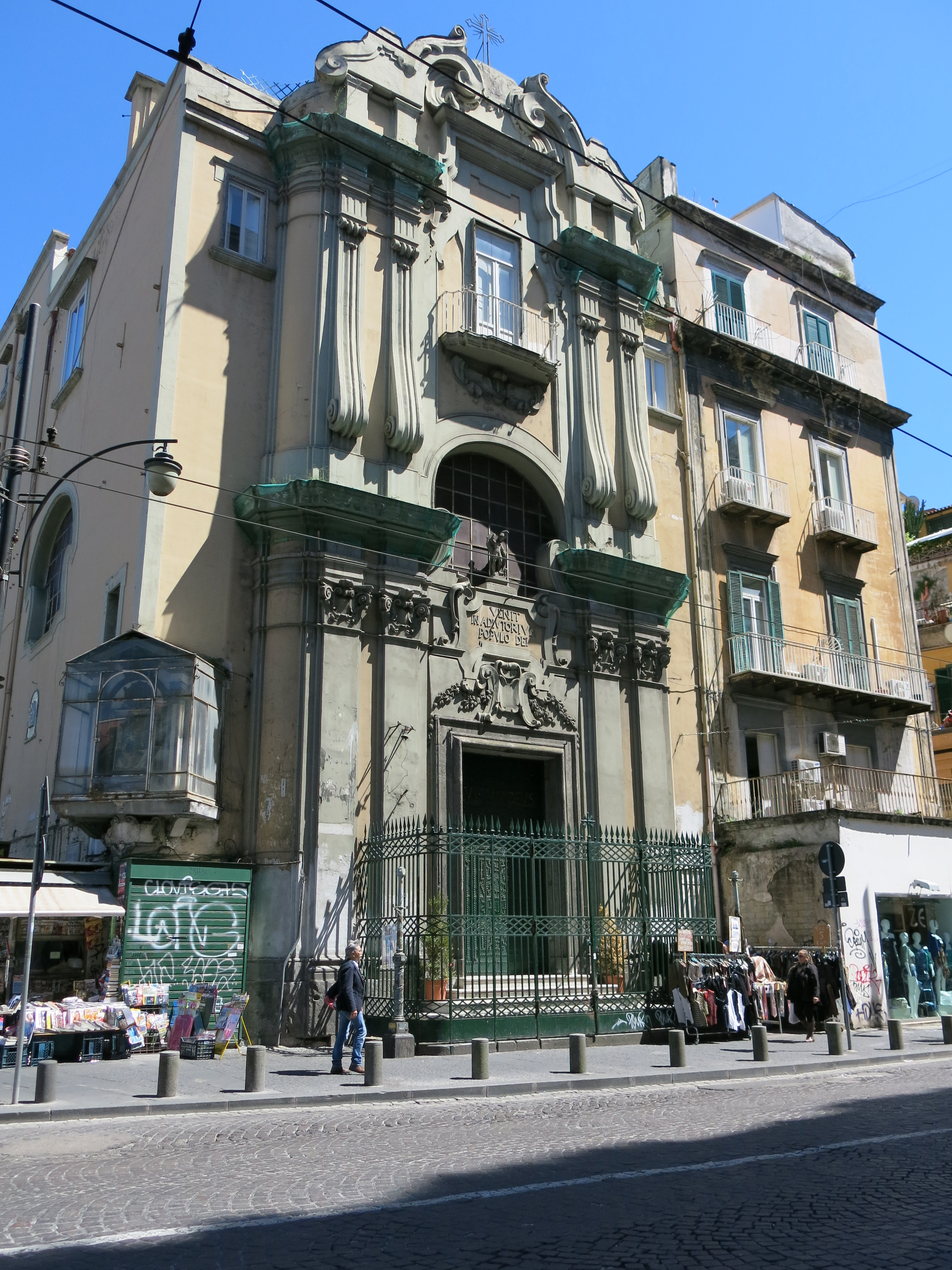
Chiesa di San Michele Arcangelo
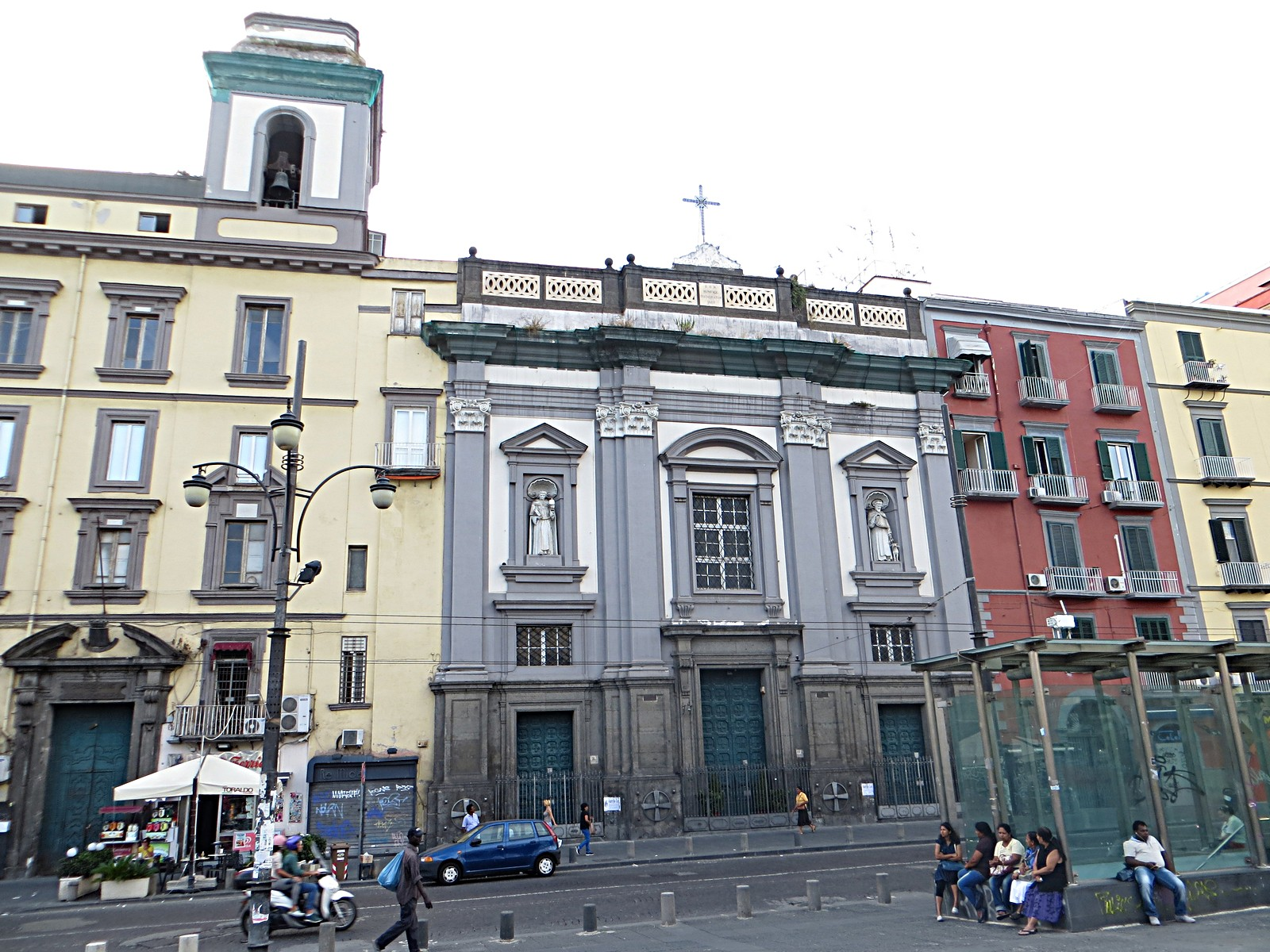
Chiesa di San Domenico Soriano
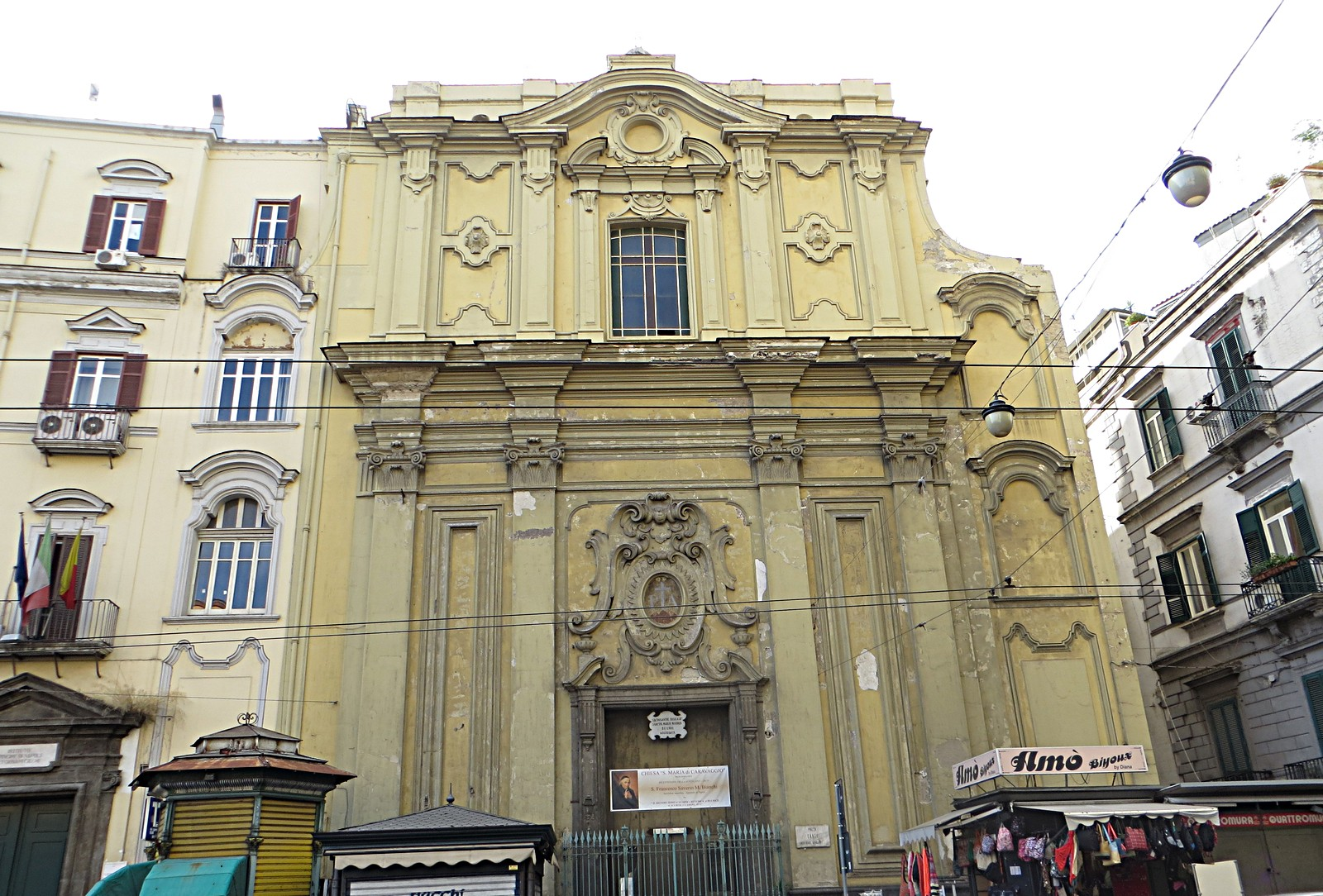
Chiesa di Santa Maria di Caravaggio
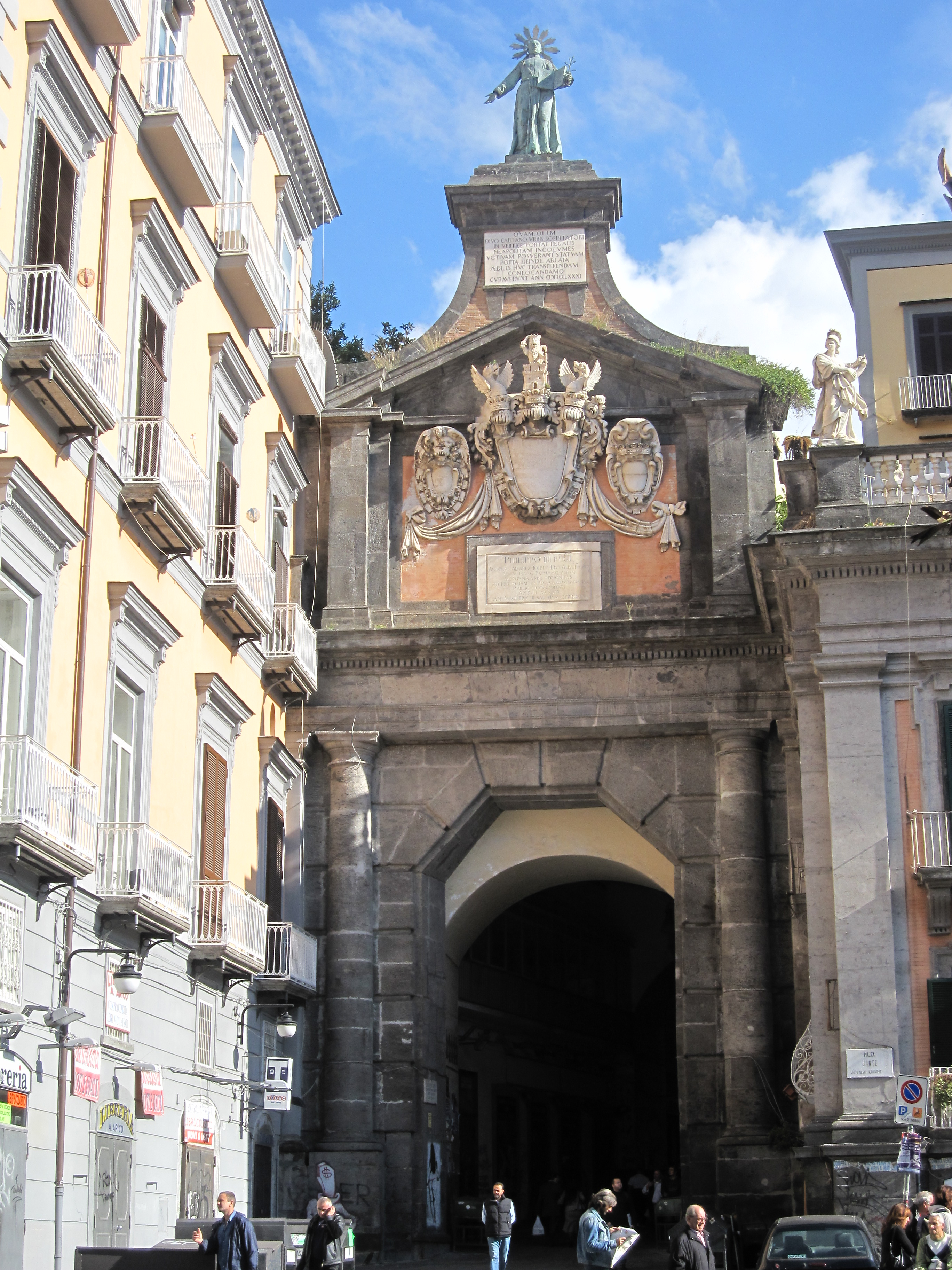
Port'Alba e, sulla sinistra, Palazzo Rinuccini
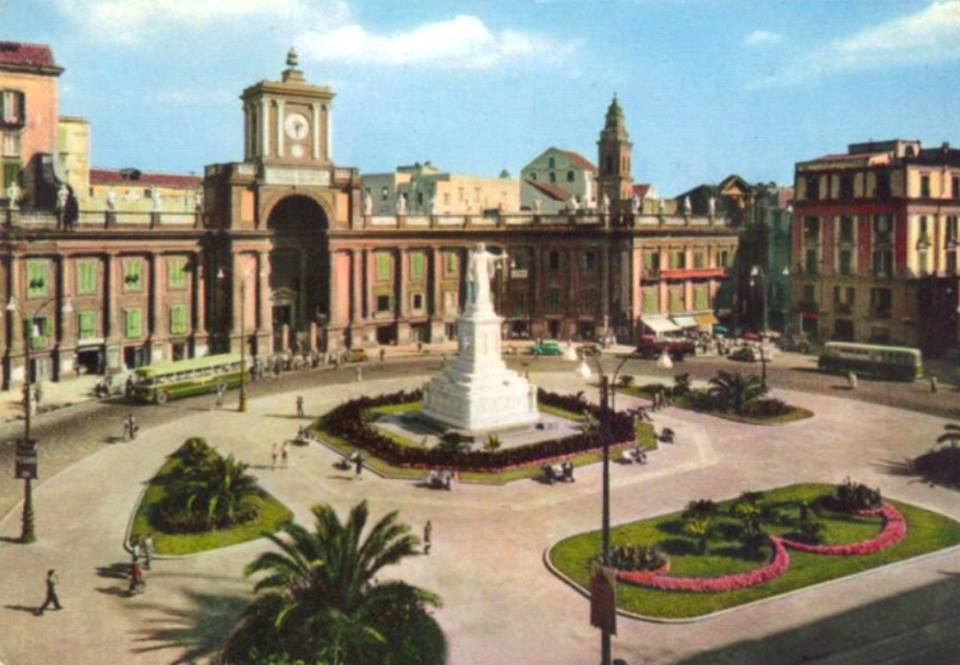
Piazza Dante in una cartolina degli anni '60
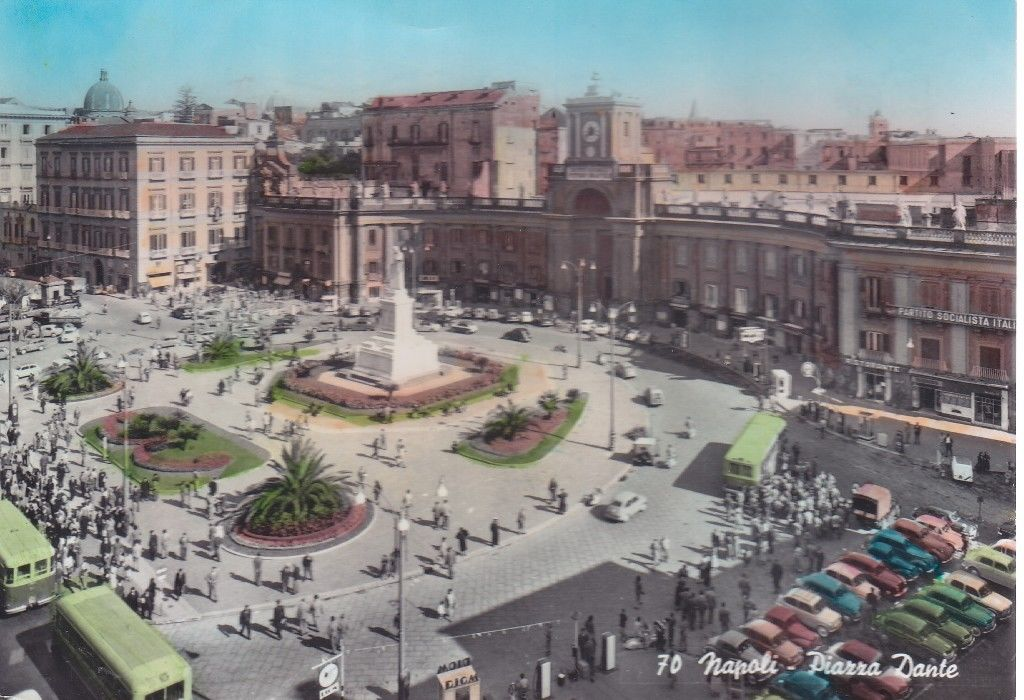
La Piazza negli anni '70